# Bernard Caprasse
Pour les articles homonymes, voir Caprasse.
Bernard Caprasse, né le 24 janvier 1949 à Lierneux, est un homme politique belge. Il fut notamment gouverneur de la province de Luxembourg de 1996 à 2016.

## Biographie
Il obtient une licence en droit à l'Université catholique de Louvain en 1972.
Il commence sa carrière comme avocat à Bruxelles de 1972 à 1975, puis à Marche-en-Famenne jusqu'en 1996.
Il est nommé gouverneur de la province de Luxembourg le 4 juin 1996, et se retire de ses fonctions en janvier 2015, laissant sa succession à Olivier Schmitz, nommé par le Gouvernement wallon.

### Vie privée
Il est l’époux de Sabine Vandenbosch et a deux enfants.

### Parcours
- Licencié en Droit de l’Université catholique de Louvain en 1972
- Avocat au Barreau de Bruxelles de 1972 à 1975
- Avocat au Barreau de Marche-en-Famenne de 1975 à 1996
- Bâtonnier de l’Ordre des Avocats au Barreau de Marche-en-Famenne en 1985 et 1986
- Attaché au Cabinet du Vice-Premier Ministre et Ministre de la Défense Nationale de 1977 à 1978
- Conseiller communal de Vielsalm de 1976 à 1978 et de 1983 à 1986
- Conseiller Provincial du Luxembourg de 1977 à 1987
- Député Permanent du Luxembourg de 1979 à 1981
- Chef de Groupe PSC au Conseil Provincial de 1985 à 1987
- Administrateur de l’Intercommunale des Soins de Santé de Bastogne pendant 10 ans
- Auteur de publications dans le Journal des Tribunaux du Travail
- Gouverneur de la province de Luxembourg de 1996 à 2016
- Membre du Comité stratégique d’Idelux
- Administrateur de la Brasserie d’Orval
- Administrateur du Théâtre national de Belgique
- Administrateur de l’Université de Liège
- Président du Conseil stratégique du Département en Science et Gestion de l’Environnement de l’Université de Liège
- Président de Wallonia Nostra
- Vice-Président du Festival de Wallonie
- Président du Juillet Musical de Saint-Hubert
- Président de TV Lux
- Président de l’Agence Prévention Sécurité
- Président de l’asbl les Godefroid
- Président de l’asbl Génération Solidaire
- Président de l’asbl Le Centre Européen du Cheval de Mont-le-Soie
- Président de l’asbl Luxembourg 2010
- Président de l’asbl Partageons Nos Routes
- Président du comité de soutien de l’asbl Fête des artistes de Chassepierre
- Membre du Collège Régional wallon de Prospective
- Représentant de la Région wallonne, de la Communauté française et de la Communauté germanophone au sein du Conseil de Gouvernance de l’Université de la Grande Région.

### Ses mercuriales
- Pour un Luxembourg fort et solidaire (1996)
- Le Luxembourg et l‘économie de l’immatériel (1997)
- Le sanglier, la puce et l’arbre (1998)
- Pour une ruralité contemporaine (1999)
- La Grande Région : un mythe nécessaire (2000)
- Pour un territoire en mouvement : le consensus rénové (2001)
- Les « groupements » régionaux d’incendie : une mutation indispensable ou la tradition au service de la réforme (2002)
- Enseignement et Recherche : Clés du futur (2003)
- Le Luxembourg en 2010 : la qualité au quotidien (2004)
- Lost, J-S. Bach et J. Morrison, O. Gourmet (2005)
- Pour le Luxembourg : une créativité collective (2006)
- Le développement économique du Luxembourg : entre nouveaux paradigmes et faux débats, l’indispensable consensus (2007)
- Au carrefour des institutions (2008)
- Le battement d'ailes du papillon luxembourgeois (2009)
- Pour un Luxembourg audacieux ! Entreprendre, innover, conquérir (2010)
- La Zone de secours unique du Luxembourg : Institution indispensable en devenir (2011)
- La province de Luxembourg : une terre d’ouvertures (2012)

### Distinctions honorifiques
- Commandeur de l’Ordre de Léopold
- Commandeur de l’Ordre du Mérite de la République du Portugal
- Officier de l’Ordre du Mérite de la République du Bénin
- Grand Officier de l’Ordre de la Couronne de Chêne du Grand-Duché de Luxembourg
- Grand Officier de l’Ordre du Mérite de la République italienne

## Œuvre littéraire
- Le Gouverneur oublié, théâtre, Arlon, Belgique, Glane Éditions, 2015 [1]
- Le Cahier orange, Neufchateau, Belgique, Weyrich Édition, 2020, 387 p.  (ISBN 978-2-87489-590-6)
- La Dérive des sentiments, Neufchateau, Belgique, Weyrich Édition, 2022, 384 p.  (ISBN 978-2-87489-691-0)
- Le Testament inattendu,Belgique, Weyrich Edition, 2024, 289 p.  (ISBN 978-2-87 489-929-4)